# Hynčice pod Sušinou
Hynčice pod Sušinou (německy Heinzendorf unter der Dürren Koppe, do roku 1924 Gold Heinzendorf) je bývalá německá vesnice na břehu Chrastického potoka na jihovýchodním úbočí vrchu Sušiny. Administrativně spadá pod 4 kilometry vzdálené Staré Město pod Sněžníkem. V roce 2011 zde bydlelo 16 obyvatel.
Hynčice pod Sušinou je také název katastrálního území o velikosti 4,33 km2.

## Název
Původní název vsi při založení byl Hynčice (pojmenování pravděpodobně po Hynka ze Zvole[zdroj?]). V roce 1616 se objevuje forma Hejnczendorf, na konci 18. století pak Hinčín či Hynčova ves a v roce 1846 Hynčica. V průběhu 19. století se používal název Hynčina, na začátku 20. století Hynčice u Koldštýna. V roce 1924 byl přidán za účelem rozlišení od Hynčic u Hanušovic přívlastek pod Sušinou (německy Heinzendorf unter der Dürren Koppe). V historických pramenech se také vyskytuje název Zlaté Hynčice či Zlatá Hynkova Ves (německy Gold Heinzendorf), případně formy Velké Hynčice (Groß Heinzendorf), Hantzendorf, Hayntzedorf nebo Heintzendorf.

## Historie

### Založení a doba nejstarší
Na území mezi Hynčicemi a Štěpánovem se podle darovací listiny z roku 1325 nacházela obec Niklausdorf s těžbou stříbrných rud, která však byla zničena v době husitských válek a již nebyla obnovena.
Hynčice pod Sušinou byly založeny pány z Vrbna v polovině šestnáctého století. V roce 1557 podle zachované listiny dosadil pán ze Zvole Ondřeje (Andrease, Alberta) Lachnita, který pocházel pravděpodobně z Vysokých Žibřidovic, na nové rychtářství v Hynčicích pod Sušinou. Přidělil mu dva lány půdy za to, že bděl nad jeho majetkem v okolí Hynčic. Okolo Lachnitova příbytku vyrostla během doby osada, která vyrostla do velikosti rychty. Darem dostal Lachnit pilu, mlýn a právo volně nalévat nápoje v rychtě, péci chleba a zabíjet dobytek; držel si také v područí kováře, ševce a krejčího.
V roce 1558 vydal Václav ze Zvole písemné povolení čtrnácti svým poddaným založit obec Hynčice a osvobodil je od všech poddanských povinností až do roku 1564. Po této lhůtě byli povinni vyplácet se z roboty 18 zlatými a o každé Velké noci dodat vrchnosti úroky a naturálie (tele a kopu vajec). V roce 1677 žilo v obci 24 usedlíků (13 velkých sedláků, 6 malých sedláků a 5 chalupníků). Rychtářem byl mlynář Kašpar Lachnit.
Prastará, uvnitř dutá lípa ve dvoře sedláka Alberta Lachnita v č. 11 dává tušit, že byla zasazena brzy po založení obce. Druhým poznávacím znamením je obrovský dvojitý smrk na začátku polní cesty jmenovaného sedláka. Protože jména rodiny Lachnitů jsou v obci nejvíce zastoupena, není nemožné, že jeden z původních osadníků nesl toto jméno. V roce 1770 byla postavena jednotřídní obecná škola.

### Druhá polovina 19. století

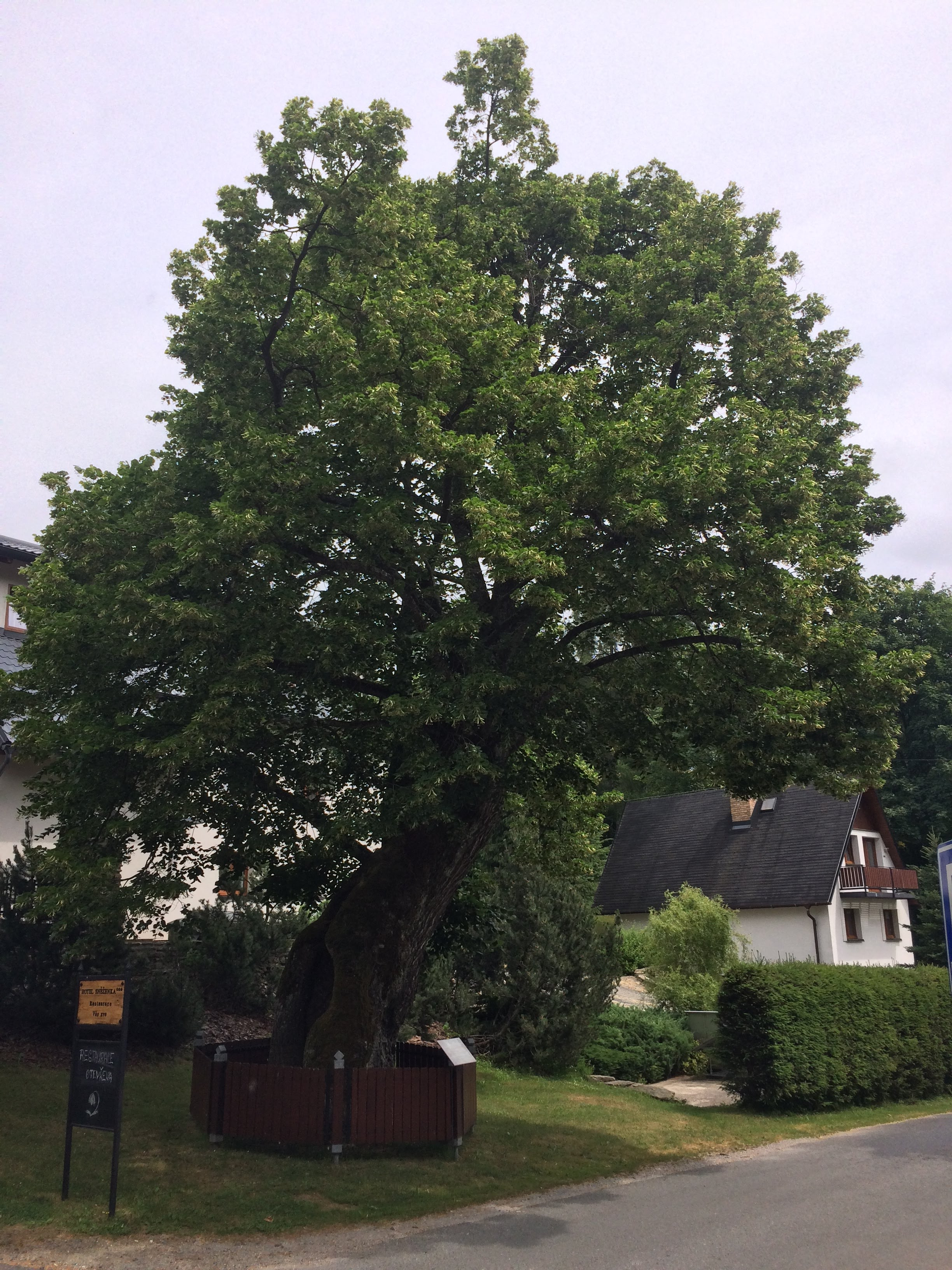
Lípa malolistá v Hynčicích pod Sušinou, památný strom

V roce 1869, na den sv. Václava byla slavnostně vysvěcena nově postavená kaple. O vnitřní výzdobu kostela se kromě zedníků a tesařů ze vsi zasloužili kostelní malíř Johannes Winkler z domu číslo 3 nad mlýnem a stolařský mistr Neutzner z domu číslo 37, kteří poskytli velké služby při vnitřním vybavení kaple, za cenu Boží (tj. zadarmo). V letech 1866 – 1869 byla vystavěna Kaplička svatého apoštola Petra a Pavla (dnes Penzion Pod Zvonem) a pila. Na konci devadesátých let 19. století byla dokončena nová jednotřídní škola. Stará škola sloužila do svého vyhoření v roce 1900 dále jako chudobinec.

### První světová válka
V první světové válce padli (1914–1918): Scholz Rudolf, Neutzner Ferdinand, Hübner Rudolf, Schubert Josef, Stanzel Rudolf, Katzer Ferdinand, Weis Albert, Lachnit Adolf, Fleischer Ignatz, Veith Josef a na následky těžkého poranění nohy zemřel doma, v domě svých rodičů v květnu 1916 Josef Becker. V listopadu 1918 se vrátil ze zajetí těžce nemocný Franz Becker a 17. února 1919 zemřel. Rudolf Wolf zemřel na malárii. V obci stál na jejich památku malý kříž, který byl postupně zničen a obnoven v roce 2015.

### Meziválečné období
23. června 1919 došlo v důsledku vytrvalého hustého deště ke zlé potopě. Velké masy vody s kamením a štěrkem se řítily potokem, ničily mosty, odnášely části zahrad pryč, a zavinily neprůjezdnost na některých místech cesty. Malorolníkovi Eduardu Lengsfeldovi odnesla voda jedno prase. Schremmerově kovárně vznikly v zadním dvoře značné škody na budovách. Z malých příkopů, jinak neškodných malých potůčků se staly divoké běsnící potoky. Polní škody větších rozměrů utrpěl sedlák Franz Lengfeld, poněkud menší škody Rudolf Wolf. Severomoravský svaz (Der Nordmährer Bund) pomohl poškozeným prostřednictvím sbírek ve prospěch poškozených. Místní skupina tohoto svazu vznikla již léta před válkou.
V roce 1924 bylo v obci 63 domů, kde žilo 262 obyvatel (261 občanů německé národnosti a 1 národnosti československé). V roku 1931 nechal hospodský a hospodář Thon zbourat svůj starý domek a postavil místo něj velký hostinec se sálem a pokoji pro hosty. 8. června 1931 zemřel učitel Karel Drescher – pan školní ředitel Wilhelm Ent ze Starého Města pověřil učitele Franze Prosiga vedením vyučování na naší škole. Od 1. září 1932 do 31. ledna 1934 byla pověřena vyučováním Irma Kretschi. O vypsané místo se ucházeli učitel pan Hönig, t.č. v Habarticích (Ebersdorfu) a pan Johann Schwarzer z Mrsklesů. Místo bylo přiřčeno učiteli Schwarzerovi, který vyučoval tou dobou z pověření Německého kulturního spolku v Rachově na Karpatské Rusi.
Učitel Schwarzer přišel s rodinou 1. února 1934 do Hynčic a zde vyučoval. Založil z dospělejší mládeže pěveckou a herní skupinu pro divadlo v sále hostince Thon. Skupina „Die deutsche Schmiede“ byla přijata mladými s velkým potleskem v listopadu 1934 v Německém společenském domě ve Starém Městě. Také s mladší skupinou žáků nacvičil pan učitel vystoupení k Vánocům a ke Dni matek, které bylo v sále hostince Thon hojně navštíveno. V roce 1936 byla postavena 1700 metrů dlouhá okresní silnice z Chrastic do Hynčic. Ve stejném roce bylo uvažováno o zavedení telefonní linky. V roce 1937 byla obec elektrifikována.

#### Stavba opevnění
21. června 1937 přijely v poledne nákladní automobily s vojáky železničního regimentu. Stavěli lanovou dráhu na Sušinu, aby se mohl stavební materiál pro kasárna a bunkry dopravovat nahoru. Brzy potom přijely četné nákladní automobily s pískem, prkny, kamennou drtí, dřevem a cementem, aby stavba bunkrů na polích sedláků severovýchodně od vesnice postupovala rychle dopředu. V srpnu přišly dvě pracovní roty se dvěma polními kuchyněmi a zabydleli se. Vojáci stavěli lesní cestu od zatáčky v údolí Prudkého potoka (Schnellbachtal) až na Sušinu, aby se stavební materiál pro kasárna a bunkry dostal rychle nahoru. Do příchodu zimy byla lesní cesta hotová, stejně jako některé bunkry na Sušině a na polích.

### Druhá světová válka
Po vyhlášení Mnichovské dohody na konci září 1938 odešli všichni občané české národnosti do vnitrozemí a území přešlo pod říšskou župu Sudety. Druhá světová válka si vyžádala z vesnice 24 lidských životů a sice: 10 bylo hlášeno úředně jako padlí, 14 jako pohřešovaní a nezvěstní. V roce 1941 byl hlavní učitel Johann Schwarzer povolán k důstojnickému vzdělávání a po svém propuštění několik měsíců později k válečné službě. Později byl povýšen na nadporučíka. Učitelka Liselotte Werner vyučovala dále sama. Nadporučík Johann Schwarzer se dostal na ruské frontě až do Kislovodsku. Po stažení fronty zněla poslední zpráva z Maďarska – nezvěstný.
V druhé světové válce (1939–1945) padli: Böhm Rudolf, Lengsfeld Erwin, Schwarzer Albert, Oberpionier Hillebrand Franz Josef (30. září 1922, Hynčice – 1. března 1945, Breslau), Schnaubelt Otto, Lachnit Rudolf (13), Lachnit Erwin, Lachnit Rudolf (38), Frömmel Oskar, Lack Willibald, pohřešovaní: Olt Johann Schwarzer, Schremmer Alfred, Langer Rudolf, Kosch Hermann. Stanzel Alois, Olbrich Josef, Hübner Rudolf, Olbrich Alfred, Becker Rudolf Olbrich Franz, Bierent Otto. Od 27. dubna 1945 je pohřešován lesní dělník Josef Hübner. Nezvěstný je také od svého vykázání Albert Lack.

### Po druhé světové válce
V roce 1946 byli obyvatelé německé národnosti z obce vykázáni ve čtyřech transportech do západního Německa: A – polovina července, B – polovina srpna, C – konec září (24. 9.) a D – začátek října (4. 10.). Obec Hynčice pod Sušinou, která měla 274 obyvatel, se tak prakticky vylidnila. Obec byla v roce 1960 sloučena s nedalekými Chrasticemi, v roce 1976 pak se Starým Městem.

## Sbor dobrovolných hasičů
V pozdním odpoledni v červnu 1900 vyhořel dům Moritze Hübnera a oheň se přenesl také na starou školu, která byla vzdálená od nové školy asi 200 metrů. Většina lidí byla ještě na poli. Učitel Moser zachránil jednu starou ženu před smrtí v plamenech. Jízdní posel zalarmoval chrastické hasiče (Kratzdorfer Feuerwehr), kteří zachránili obytné a hospodářské budovy sedláka Aloise Lachnita. Tento požár urychlil vsi založení dobrovolného hasičského spolku o počtu 24 členů. Prvním velitelem byl učitel Peter Moser. První ruční pumpa s koňským spřežením nesla místní označení a rok založení 1900. V roce 1912 byla pořízena ještě další ruční stříkačka. 1. května 1937 byla přivezena nová motorová stříkačka od firmy Fritzch z Krnova (Jägerndorfu). Nesla jméno Kamarád. 20. června 1937 byla vysvěcena na slavnostní mši.

## Těžba antimonových rud – důl Marie
V roce 1794 byla na severním úpatí Mlýnského Vrchu (Mülenbergu) vzdáleném asi 500 metrů od jižního konce vesnice nalezena antimonová ruda a došlo k započetí těžby (podzemní i povrchové, eventuálně přípovrchové). Kromě antimonitu byly nalézány arsenopyrity, sfalerit, křemen a galenit; dále pak valentinit, cervantit a okry. Roku 1916 obdržel velkopodnikatel Hermann Buhl ze Starého Města povolení od Ministerstva války k zahájení prací v hynčickém důlním závodě, na nichž se podílelo 50 horníků, kterým bylo zajištěno ubytovaní po místních domech. Zanedlouho potom bylo všechno zničeno výbuchem dynamitové patrony v dílně.
V roce 1920 (dle některých zdrojů až v roce 1925) byla těžba ve dvou štolách (40 a 80 metrů) kvůli nebilančnosti zastavena (jednalo se pouze o jeden ze čtyř dolů na antimonové doly v ČSR). V 50. letech proběhly výzkumy za účelem možného obnovení těžby; výrazné zrudnění však nebylo prokázáno a těžba tak nebyla obnovena (ložisko bylo označeno jako vyčerpané). V roce 1996 proběhl na území bývalého důlního díla průzkum na možnost těžby zemního plynu; těžitelné zásoby však zjištěny nebyly.

## Demografický vývoj
|          | 1654 | 1785 | 1791 | 1869 | 1880 | 1890 | 1900 | 1910 | 1921 | 1924 | 1930 | 1949 | 1950 | 1961 | 2001 | 2011 |
| -------- | ---- | ---- | ---- | ---- | ---- | ---- | ---- | ---- | ---- | ---- | ---- | ---- | ---- | ---- | ---- | ---- |
| obyvatel | 110  | 273  | 310  | 317  | 360  | 338  | 314  | 286  | 262  | 262  | 282  | 49   | 72   | 26   | 6    | 16   |
| domů     |      |      |      | 53   | 59   | 59   | 62   | 63   | 63   |      | 64   |      | 58   |      | 1    | 11   |

## Pamětihodnosti
- Kaplička svatého apoštola Petra a Pavla
- dvě zděné kapličky u hotelu Sněženka

## Současnost

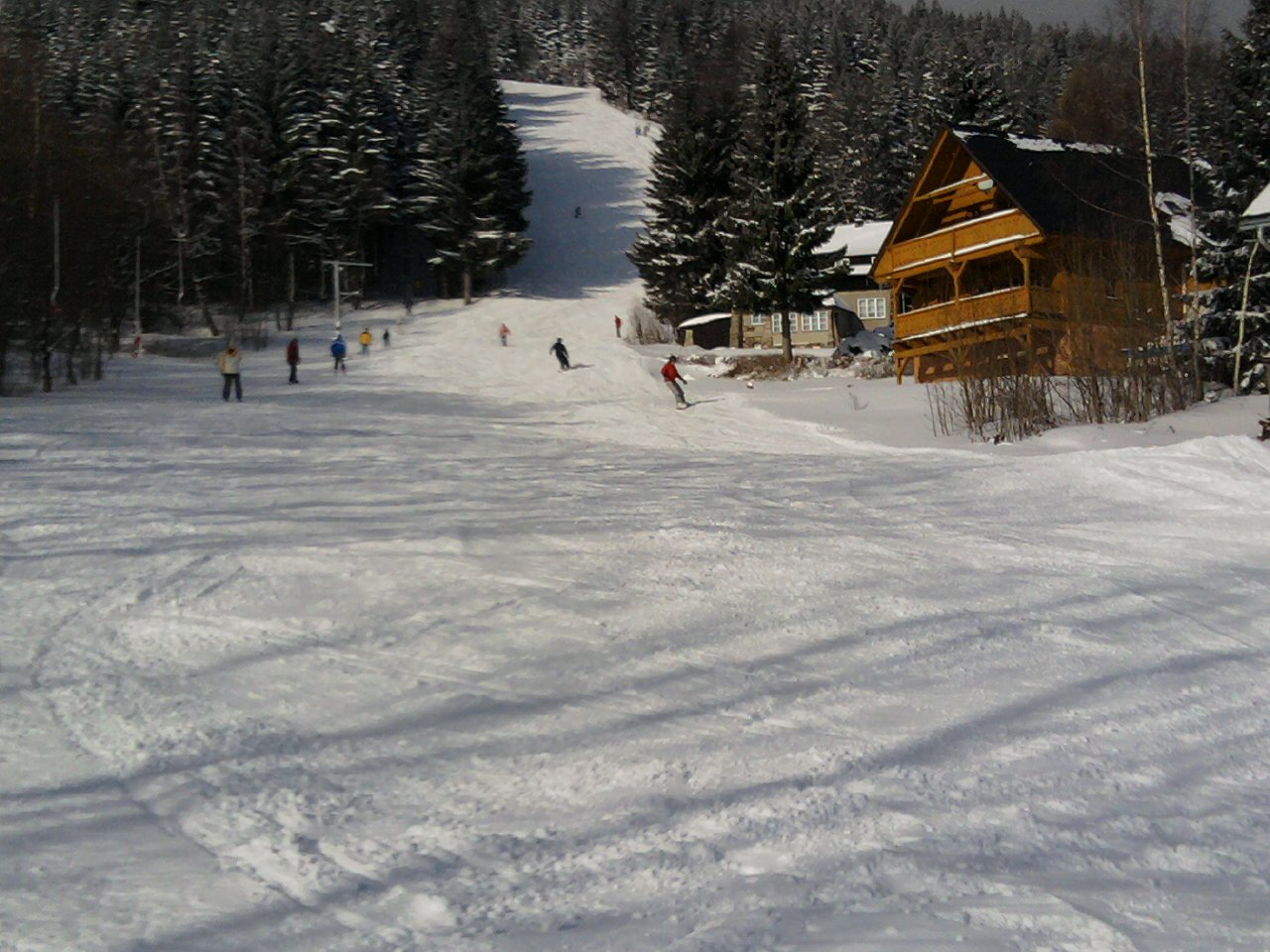
Lyžařský výcvik v Hynčicích pod Sušinou

V dnešní době jsou Hynčice pod Sušinou součástí rekreační oblasti Staroměstska, kromě soukromých chat zde narůstá počet penzionů a hotelů, podporujících celoroční sportovní aktivitu. V obci je rozsáhlý lyžařský areál, provozovaný pod jménem SKI areál Králičák.